# Junji Yamamichi
Junji Yamamichi (født 29. januar 1994) er en japansk fodboldspiller.
Han har spillet for flere forskellige klubber i sin karriere, herunder Gainare Tottori.